# Cravant (Loiret)
 Cravant  es una población y comuna francesa, situada en la región de Centro, departamento de Loiret, en el distrito de Orléans y cantón de Beaugency.

## Demografía
| 767 | 734 | 711 | 780 | 784 | 833 |
| Para los censos de 1962 a 1999 la población legal corresponde a la población sin duplicidades (Fuente: INSEE [Consultar]) |     |     |     |     |     |

## Hermanamientos
- Hilltrup  Alemania.